# Сноублейды

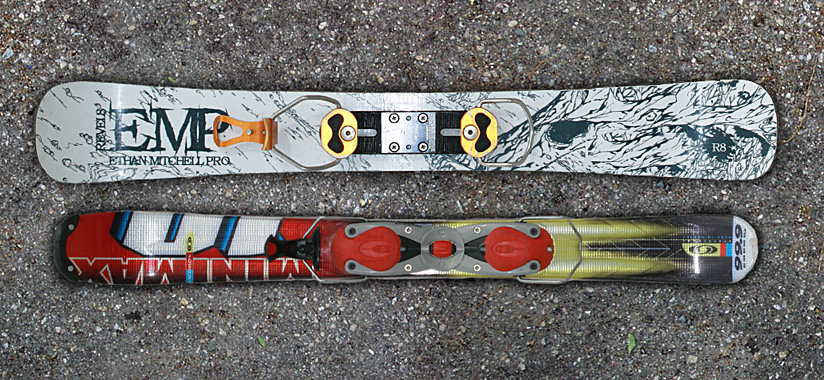
Сноублейды 99 от Salomon и скиборды EMP 105 от Revel8

«Сноублейды» (англ. Snowblade) — модельный ряд сверхкоротких лыж от «Salomon» с ростовкой от 61 до 99 см. (также см. Скиборды)
Сноублейды имеют слаборазвитую твинтип конструкцию с несимметричной геометрией расширяющейся к мыску. Для катания на сноублейдах используются стандартные горнолыжные ботинки, которые пристегиваются к предустановленным жестким (не отстегивающиеся) креплениям. 8-точечные крепления из пластика смещены от центра к пятке, самостоятельно настраиваются под размера ботинка от 35 до 45. Также некоторые модели были представлены и с автоматическими креплениями. В отличие от обычных горных лыж, для катания на сноублейдах нет необходимости в использовании палок.

## Назначение
В отличие от стандартных горных лыж сноублейды имеют маленький радиус поворота, поэтому они отлично подходят для новичков, чтобы освоить технику карвинга и базовые элементы трюков в скибординге. Также сноублейды подходят для тех, кто имеет хороший и продвинутый уровень катания.

## История
Впервые сноублейды появились в 1997 году во время роста популярности скибординга. С самых первых своих моделей сноублейды имеют ростовку до 99 см, это правило в 1999 году было закреплено World Skiboarding Federation (WSF) для проведения международных соревнований. Сноублейды — одна из самых популярных моделей, которая была широко представлена после 2000 года, когда скибординг потерял свою привлекательность для потребителей и производителей. Однако, если раньше Salomon продвигал сноублейды как модель для фристайла, то позже сноублейды уже позиционируются как лыжи для новичков и для веселого времяпрепровождения на склоне.
В период с 2001 по 2005, когда сноублейды из-за отсутствия конкурентов завоевали популярность, любую модель скибордов от различных производителей стали называть блейдами или сноублейдами.

## Наши дни
За почти 10-летнюю историю сноублейдов было выпущено множество моделей под различными именами: модель SB-9 (на ней выступали лучшие райдеры прошлых лет), Grom с ростовкой 61 см (предназначалась для детей), Buzz, Minimax, Miniverse и другие.
Несмотря на интерес у потребителей, выпуск сноублейдов был прекращен в 2009 году.
Вместо сноублейдов сегодня Salomon предлагает модели с ростовкой 120 см, что не соответствует предъявляемым к скибордам стандартам (до 110 см), которые были установлены World Skiboarding Association (WSA) в 2006 году, а также стандартам, предъявляемым к так называемым Longskiboards для внетрассового катания (от 110 до 130 см).